# 五道河乡
五道河乡，是中华人民共和国河北省承德市承德县下辖的一个乡镇级行政单位。

## 行政区划
五道河乡下辖以下地区：
上五道河村、下五道河村、石子沟村、冷杖子村、大河北村、九道河村、十道河村、建厂沟村、十一道河村、杨营村和圣祖庙村。